# TABOO
「TABOO」（禁忌）為2008年10月8日發行之日本歌手・倖田來未第41st單曲。

## 附註
- 與前作「MOON」相隔約4個月的新單曲。B面曲、Remix收錄共全2曲5版本。
- 「TABOO（禁忌）」為music.jp 電視廣告曲、日本電視台「女子レスリング世界選手権2008」形象歌曲、「NDS」遊戲『采配のゆくえ』電視廣告曲。
- 音樂錄影帶為兩種版本。
- Oricon週間排名為「FREAKY」以來第5張獲得第1名的單曲。

## 發行版本
- CD+DVD
- CD ONLY
- FC限定版

## 曲目

### CD
1. TABOO（禁忌）
作詞：Kumi Koda、HIRO　作曲：HIRO　編曲：HIRO
2. Always
作詞：Kumi Koda　作曲：Daisuke“D.I"Imai　編曲：Daisuke“D.I"Imai
3. TABOO -HOUSE NATION Sunset In Ibiza Remix-
4. TABOO（禁忌） -Instrumental-
5. Always -Instrumental-

### DVD
1. TABOO（禁忌） （MUSIC VIDEO）
2. TABOO（禁忌） （MUSIC VIDEO ANOTHER EDITION）
3. TABOO（禁忌） （PHOTO SLIDE SHOW）

### CD（FC限定版）
1. TABOO（禁忌）
2. TABOO（禁忌） -Instrumental-